# Mary Howe
Mary Howe (apellido de soltera Carlisle) (Richmond, Virginia, 4 de abril de 1882 – Washington D. C., 14 de septiembre de 1964) fue una pianista y compositora estadounidense. 

## Biografía
Mary Carlisle nació en Richmond, Virginia el 4 de abril de 1882.  Su padre, Calderon Carlisle, era abogado y su madre, Kate Carlisle, era una soprano que lideró varios coros de iglesia. 
A los 18 años de edad comenzó sus estudios de música en el Conservatorio de Música de Peabody, en Baltimore, donde se formó con Ernest Hutcheson y Harold Randolph.  Posteriormente viajó a Alemania para continuar sus estudios musicales con Richard Burmeister, discípulo de Lizst.  
Se casó con Walter Bruce Howe, abogado, y luego de tener sus tres hijos, regresó al Conservatorio de Peabody a estudiar composición con Gustav Strube.  Después de recibir su diploma de Artista en Composición en Peabody, viajó a París en 1933 para estudiar composición con Nadia Boulanger. 
Con sus tres hijos, hizo una serie de presentaciones musicales llamadas "los 4 Howes" y cantaban madrigales.
Es conocida como pianista, aunque también es apreciada por sus composiciones orales y orquestales. Entre los años 1920 y 1935 realizó giras de dúos con la también pianista y compositora estadounidense Anne Hull.
En 1930 Howe recaudó dinero para colaborar, conjuntamente con su esposo Walter Bruce Howe, en la fundación de la Orquesta Sinfónica Nacional con sede en Washington de la cual fue su primera directora.  Asimismo, con Elizabeth Sprague Coolidge, fundó la Sociedad de Música de Cámara de Washington, posteriormente conocida como Amigos de la Música de la Biblioteca del Congreso. 
En 1925 (o 1926) conjuntamente con Amy Beach, ayudó a organizar la Asociación de Mujeres Compositoras Americanas. 
Fue la primera mujer en el Departamento de Música de la Universidad de Nueva York. Hacia el final de su carrera Howe formó parte de la Junta del Centro Cultural Nacional, posteriormente conocido como el Centro Kennedy para las Artes Escénicas.  
Howe continuó componiendo hasta el final de su vida y recibió varios doctorados honoríficos de varias universidades. 
Falleció el 14 de septiembre de 1964 a los 82 años, diez años después de su esposo Walter Bruce Howe. 

## Obras
Subsisten varias obras orquestales suyas, entre otras la titulada “Rock” de 1955. Aunque "Rock" es una obra de corta duración (11 minutos) tiene una  grandeza instrumental. Entre sus obras orquestales se encuentran Poema (1924), Sand (1929), Dirge (1931), Coulennes (1936), y la suite Potomac River (1940). Otras obras incluyen Castellana (1930) para dos Pianos y Orquesta (1935), Pastoral de Primavera para solo de violin y 13 instrumentos (1936) “Profecía 1972” de 1943, “Chaing Gang Song” de 1925.  También escribió canciones, música para coral y de cámara y composiciones para piano. 
Howe compuso arreglos para poemas, incluyendo ciclos de Goethe (Sieben Goetheliedchen, 1931-1940) y Rilke (Cuatro poemas de Rainer Maria Rilke). 
Su obra orquestal fue interpretada por la Orquesta Sinfónica Nacional, la Orquesta de Filadelfia, la Filarmónica de Nueva York, la Filarmónica de Viena, la NBC y la BBC.